# Nolensville
Nolensville est une municipalité américaine située dans le comté de Williamson au Tennessee. Lors du recensement de 2010, sa population est de 5 861 habitants.

## Géographie
Selon le Bureau du recensement des États-Unis, la municipalité s'étend en 2010 sur une superficie de 7,44 milles carrés (19,27 km2).

## Histoire
Selon la légende, William Nolen fonde la ville en 1797 lorsque, voyageant avec sa famille en direction de l'ouest, son chariot se brise à cet endroit. Nolensville devient une municipalité en 1838 mais, durement touchée par la guerre de Sécession, elle finit par perdre ce statut.
En 1996, Nolensville retrouve son statut de municipalité du Tennessee. Depuis, elle a annexé de nombreux territoires voisins et a vu sa population fortement augmenter, passant d'environ 1 800 habitants en 1996 à plus de 7 500 vingt ans plus tard.

## Démographie
La population de Nolensville est estimée à 7 580 habitants au 1er juillet 2016. Celle-ci est relativement jeune, avec 35,2 % de moins de 18 ans en 2010 contre 23,6 % au Tennessee et 24 % aux États-Unis.
Le revenu par habitant était en moyenne de 37 921 dollars par an entre 2012 et 2016, supérieur à la moyenne du Tennessee (26 019 dollars) et à la moyenne nationale (29 829 dollars). Sur cette même période, 5,9 % des habitants de Nolensville vivaient sous le seuil de pauvreté (contre 15,8 % dans l'État et 12,7 % à l'échelle du pays).